# Ahmad Gumi
Ahmad Abubakar Gumi (Kaduna, 7 de noviembre de 1959), conocido como Ahmad Gumi, es un clérigo islámico, erudito y ex oficial militar con el rango de capitán en la Academia de Defensa de Nigeria (NDA). Es el actual Muftí y Mufassir en la mezquita Sultan Bello, la más importante del estado de Kaduna. Se erige como «mediador» con los grupos armados responsables de los frecuentes secuestros en los pueblos y escuelas en el estado de Kaduna considerando que los ataques no son bandidismo sino fruto de una «guerra étnica» protagonizada por «fulanis nómadas» marginados por el gobierno y que para acabar con la violencia es necesario diálogo y negociación. En enero de 2021, inició lo que denomina una «iniciativa de paz» a través de un programa especial de predicación del islam, dawwa.

## Biografía

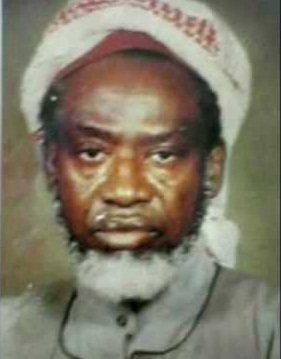
Abubakar Gumi, (1922-1992) padre de Ahmad Gumi

Ahmad Gumi es el hijo mayor del líder religioso del norte de Nigeria Abubakar Gumi (1922-1992). Nació en el estado de Kano.[cita requerida]
Estudió secundaria superior en el Sardauna Memorial College (SMC) y posteriormente fue admitido en la Universidad Ahmadu Bello para estudiar medicina.[cita requerida], después de su graduación se alistó en la Academia de Defensa de Nigeria como oficial médico y se retiró con el rango de capitán.
Gumi renunció al servicio militar con el rango de capitán y se trasladó a Arabia Saudita para continuar su formación islámica en la Universidad Umm al-Qura, donde estudió jurisprudencia islámica y Tafsir.  Entre sus colegas de la universidad se encuentran Abdur-Rahman As-Sudais, Saud Al-Shuraim. Regresó a Nigeria tras doctorarse y sucedió a su padre como erudito de la mezquita Sultan Bello de  Kaduna.

### Escuela coránica
Radicado en Kaduna, en enero de 2021 en lo que denominó una «iniciativa de paz» inauguró un Programa Especial de Dawwa en los asentamientos y aldeas de Fulani con el objetivo de enseñarles sobre la religión del Islam y aconsejarlos contra la delincuencia.
Empezó en los asentamientos de Fulani y pueblos en Jere, en la carretera de Kaduna-Abuya en el área del gobierno local de Kagarko del estado de Kaduna. En su intervención anunció que construiría escuelas para el conocimiento islámico y que seleccionaría a algunos fulani para capacitarles y que regresaran posteriormente a sus comunidades para capacitar a su gente.
Según información de medios locales, los líderes de los grupos Fulani se comprometieron a declarar el alto el fuego y algunos se «arrepintieron» y entregaron las armas.

## Posición
Gumi considera que con frecuencia los ataques no son actos de bandidismo sino guerras étnicas —entre los protagonistas fulani nómadas— y que el problema se resuelve con diálogo y formación porque, dice, esta gente actúa por instinto natural. Asegura que son maltratados por la policía y el ejército de Nigeria y que sus actuaciones son respuesta a este maltrato. También que es responsabilidad del gobierno defender a la población, por lo que el gobierno es responsable, señala, de la situación de los fulani nómadas y de la falta de protección de las personas atacadas. Por ello, habla de la necesidad de un «proceso de paz» y denuncia que el ejército nigeriano realizó en 2014 actuaciones extrajudiciales masacrando a la población fulani.
Lo que quiero que ustedes entiendan es que los soldados que están involucrados en la mayoría de las criminalidades (que luchan contra ellos) no son musulmanes. Ya sabes, los soldados tienen musulmanes y no musulmanes. Los no musulmanes son los que causan confusión solo para desencadenar una crisis.
Considera que los grupos que actúan no están relacionados con Boko Haram pero que si la presión es demasiado fuerte pueden llegar a estar influenciados por Boko Haram. En actualidad dice Gumi, los «militantes» reconocen a las autoridades y Boko Haram no reconoce a nadie su autoridad más que a ellos mismos.

### Controversia
El clérigo ha sido acusado de hacer campaña por la amnistía de terroristas y de presentar a quienes secuestran y extorsionan como víctimas: Creo que es una población que es empujada por las circunstancias a la criminalidad… Son gente pacífica. Pero sucedió algo que los llevó a esto.
El gobernador del estado de Kaduna Nasir el-Rufai que una vez admitió haber pagado a los pastores Fulani con millones de naira con la intención de un retorno a la paz considera que son «bandidos» acostumbrados a grandes cantidades de dinero que no se pueden ganar por medios legítimos y que negociar con bandidos o insurgentes no es la opción. Aminu Masari, del estado de Katsina tiene una experiencia similar. El gobernador del estado de Níger Sanni Bello tampoco está de acuerdo con la posición y lo que está haciendo Gumi señala en su editorial del 17 de febrero de 2021 el diario nigeriano Guardian.